# 正餐

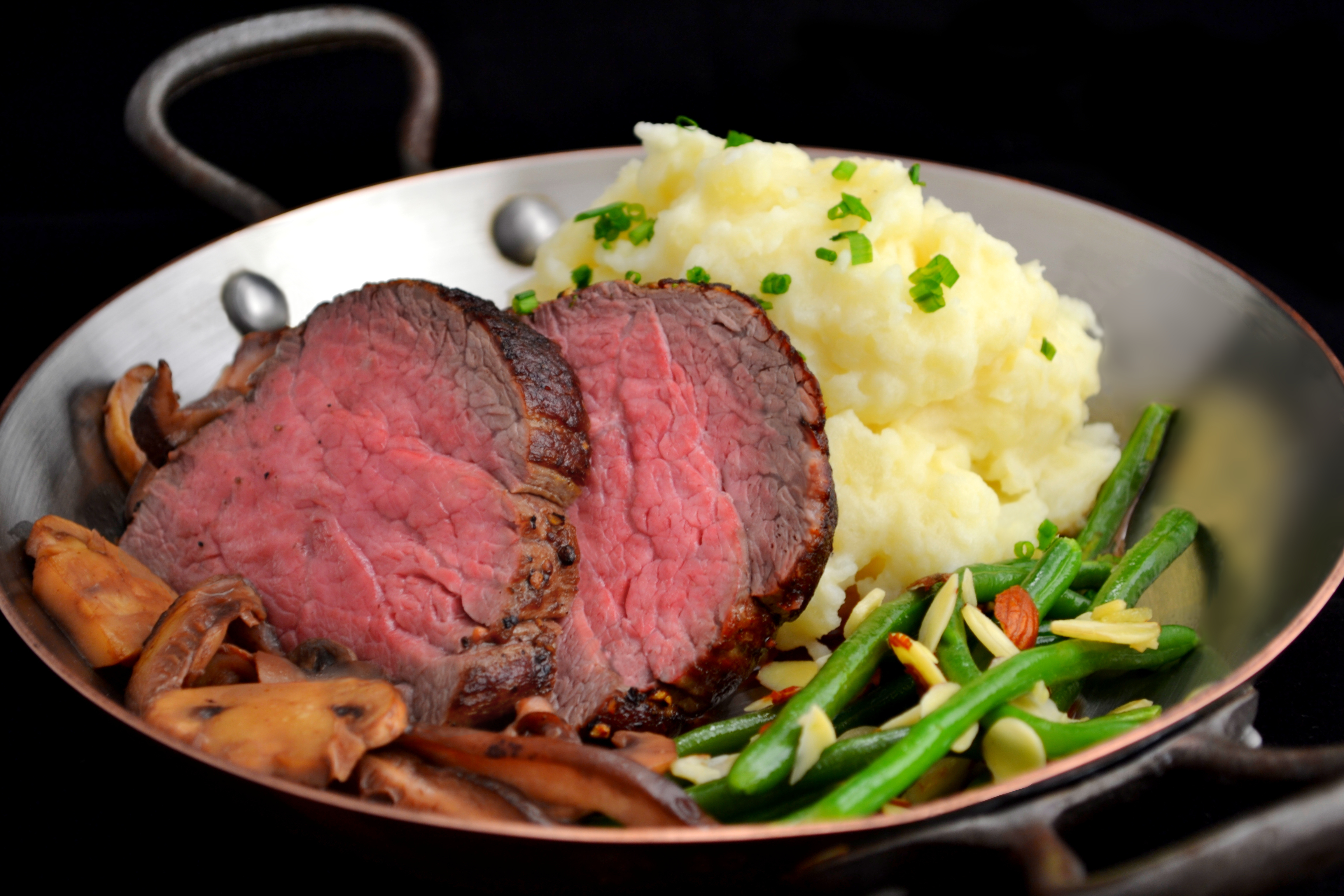
一份搭配馬鈴薯泥、四季豆、蘑菇與菲力牛排的正餐

正餐又稱主餐，通常指的是一天中最盛大、最正式的一餐。曾經最丰盛的一餐是在中午左右吃的。 而到了現在，晚餐通常是一天中最丰盛的一餐。 